# Ди Синь
Ди Синь (кит. упр. 帝辛, пиньинь Dì Xīn), или Чжоу Синь (кит. упр. 紂辛, пиньинь Zhòu Xīn; 1105 до н. э. — 1046 или 1027 до н. э.) — полулегендарный последний правитель китайского государства Шан-Инь, шанской династии.

## История
Правление Ди Синя подробно описано в историческом сочинении Сыма Цяня «Ши-цзи». Ди Синь был сыном императора Ди Юя. Взошёл на престол в 1075 году до н. э. или, по другой версии,  1060 году до н. э.. В начале своего правления показал незаурядные способности в управлении государством, в результате нескольких успешных войн с пограничными племенами увеличил территорию империи. Обладал также необыкновенной физической силой. Как отмечает в своих «Исторических записках» Сыма Цянь, «император Чжоу отличался красноречием, живостью и остротой, воспринимая все быстро, а способностями и физической силой превосходил окружающих. Он мог голыми руками бороться с дикими зверями».
Однако позднее всё явственней стали проявляться негативные черты Ди Синя и как правителя, и как человека. Всё резче стали выявляться его заносчивость, свирепость, женолюбие и склонность к пьянству. Самомнение императора достигло такой величины, что он официально провозгласил себя Небесным правителем и приказал строить на горе в своей столице Чаогэ «Оленью башню», которую за 7 лет работавшие неустанно десятки тысяч рабов возвели выше облаков. В садах возле построенных для своих увеселений, отделанных нефритом гигантских дворцов, Ди Синь приказал устроить леса из мяса и винные озёра, в которые сгонял свою прислугу и наблюдал, как она напивается и тонет. Дабы удовлетворить чудовищную распущенность императора, по всей стране рыскали его слуги, разыскивая и похищая для его гарема красивых женщин. Ди Синь прославился также как искусный изобретатель самых жестоких пыток и казней — одной из них был обильно смазанный маслом, скользкий бронзовый столб, висящий над раскалённой печью, по которому заставляли идти осуждённого (см. Паолао (炮烙)). Наблюдая со своими наложницами, как несчастные падали на раскалённые угли и заживо сгорали, император весело смеялся.
Не останавливался Ди Синь и перед казнями владетельных князей и высоких чиновников, если те пытались его порицать за безумное поведение. Так, казнены были вассальные князья Цзю-хоу и Ао-хоу, а чжоуский князь Вэнь-ван чудом избежал смерти, заточённый в подземную тюрьму Юли. Лишь благодаря собранному его сановниками огромному выкупу князю удалось спастись.
Свергнуть императора-деспота удалось сыну Вэнь-вана, князю У-вану, основателю государства и династии Чжоу. Подняв восстание против династии Шан (примечательно, что "иньцами" династию Шан начали называть лишь в чжоуский период), он собрал в своём войске отряды всех 800 удельных князей Китая (за исключением княжества Гучжу) и выступил походом против Ди Синя. В битве при Муе, состоявшейся в 1046 или 1027 г. до н.э. ( датировки этой эпохи разработана недостаточно ) у столицы империи Чаогэ войско Ди Синя было разгромлено, при этом значительная часть его войск еще до начала сражения либо отказалась сражаться за тирана, демонстративно держа копья наконечниками вниз, либо вовсе перешла на сторону его врагов. После полного поражения его войск Ди Синь бежал в столицу, поднялся на «Оленью башню», надел императорскую одежду, украшенную драгоценными камнями, разжёг в башне огонь и бросился в него. Когда в город вступило войско победителей, то воины нашли тело Ди Синя, и новый император У-ван приказал отрубить у трупа деспота голову и выставить на всеобщее обозрение. Гибель Ди Синя, последнего правителя Инь, знаменовала конец так называемой эпохи Шан-Инь и начало эпохи Чжоу.